# Mitteldeutsche Fußballmeisterschaft 1913/14

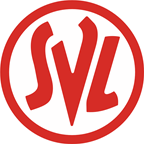
SpVgg 1899 Leipzig-Lindenau – Mitteldeutscher Fußballmeister 1914

Die Mitteldeutsche Fußballmeisterschaft 1913/14 des Verbandes Mitteldeutscher Ballspiel-Vereine (VMBV) war die dreizehnte Spielzeit der Mitteldeutschen Fußballmeisterschaft. Die diesjährige Meisterschaft wurde hierbei erneut mittels zahlreicher regionaler Gauligen ausgetragen, deren Gewinner in einer K.-o.-Runde aufeinandertrafen. Durch einen 2:1-Erfolg über den Titelverteidiger VfB Leipzig errang die SpVgg 1899 Leipzig-Lindenau zum zweiten Mal die Mitteldeutsche Meisterschaft und qualifizierte sich somit für die Endrunde der Deutschen Meisterschaft 1913/14, während der die 1899 Leipzig-Lindenauer aber nach einer 1:2-Niederlage gegen die SpVgg Fürth frühzeitig in der ersten Runde ausschieden. Der VfB Leipzig war als Titelverteidiger, ebenfalls für die diesjährige Endrunde automatisch vor-qualifiziert. Nach Siegen über den SV Prussia-Samland Königsberg und den Berliner BC, erreichte der Verein erneut das Endspiel, welches dann ebenfalls gegen die SpVgg Fürth auf dem Viktoria 96-Sportplatz in Magdeburg ausgetragen, mit 2:3 (n. V.) verloren ging.

## Modus
Auf dem 28. Verbandstag am 13. und 14. Februar 1914 wurde bekannt gegeben, dass dem Verband 433 Vereine mit 27.615 Mitgliedern angehörten. Die teilnehmenden Vereine waren in der Saison 1913/14 in 23 Ligen der Bezirke (Gauligen) eingeteilt, deren Sieger zusammen mit dem Titelverteidiger die Mitteldeutsche Fußballmeisterschaft ausspielten. Nach Unmutsäußerungen einiger Gaue über den Austragungsmodus im letzten Jahr, wurde die diesjährige Endrunde wieder in einer K.-o.-Runde ausgetragen.
Der Gau Altmark meldete seinen Meister nicht rechtzeitig. Der Gau Kyffhäuser benannte in dieser Spielzeit keinen Meister, nachdem gegen die Wertung des Entscheidungsspiels wegen Punktgleichheit protestiert wurde.
Neu hinzu kamen der Gau Wartburg und die Grafschaft Mansfeld. In Ersterem fand aber noch kein regelmäßiger Spielbetrieb statt.
| Gau                 | Gaumeister                           |
| ------------------- | ------------------------------------ |
| Nordwestsachsen     | SpVgg 1899 Leipzig-Lindenau          |
| Ostsachsen          | Dresdner FC Fußballring              |
| Südwestsachsen      | Chemnitzer BC                        |
| Westsachsen         | Zwickauer SC                         |
| Saale               | Hallescher FC 1896                   |
| Mittelelbe          | FuCC Cricket-Viktoria 1897 Magdeburg |
| Nordthüringen       | SC Erfurt 1895                       |
| Ostthüringen        | SC 1903 Weimar                       |
| Südthüringen        | Coburger FC                          |
| Westthüringen       | SC Meiningen 04                      |
| Wartburg            | nicht überliefert                    |
| Vogtland            | FC Concordia Plauen                  |
| Glötzschtal         | Falkensteiner BC                     |
| Erzgebirge          | Concordia Schneeberg                 |
| Anhalt              | FC Cöthen 02                         |
| Harz                | FC Germania Halberstadt              |
| Kyffhäuser          | kein Meister                         |
| Grafschaft Mansfeld | VfB 1909 Eisleben                    |
| Altmark             | FC Herta Wittenberge                 |
| Elbe/Elster         | Sportfreunde Torgau                  |
| Oberlausitz         | SV Budissa Bautzen                   |
| Mittelsachsen       | Riesaer SV                           |
| Saale-Elster        | FC Hohenzollern Weißenfels           |
| Titelverteidiger    | VfB Leipzig                          |

## Gau Nordwestsachsen
| Pl. | Verein                      | Sp. | S | U | N  | Tore    | Quote | Punkte |
| --- | --------------------------- | --- | - | - | -- | ------- | ----- | ------ |
| 1.  | SpVgg 1899 Leipzig-Lindenau | 14  | 8 | 5 | 1  | 030:900 | 3,33  | 21:70  |
| 2.  | FC Wacker Leipzig           | 14  | 8 | 1 | 5  | 024:190 | 1,26  | 17:11  |
| 3.  | FC Eintracht Leipzig        | 14  | 7 | 3 | 4  | 025:240 | 1,04  | 17:11  |
| 4.  | VfB Leipzig (MM, M)         | 14  | 6 | 2 | 6  | 021:150 | 1,40  | 14:14  |
| 5.  | Leipziger BC 1893           | 14  | 5 | 4 | 5  | 016:170 | 0,94  | 14:14  |
| 6.  | BV Olympia Leipzig          | 14  | 5 | 2 | 7  | 012:160 | 0,75  | 12:16  |
| 7.  | FC Sportfreunde Leipzig     | 14  | 3 | 5 | 6  | 016:270 | 0,59  | 11:17  |
| 8.  | FC Fortuna Leipzig (N)      | 14  | 3 | 0 | 11 | 015:320 | 0,47  | 06:22  |

| (MM) | Titelverteidiger Mitteldeutschland |
| (M)  | Titelverteidiger Nordwestsachsen   |
| (N)  | Aufsteiger                         |

Relegationsspiel:
| Datum         |                                                 | Ergebnis |                                |
| ------------- | ----------------------------------------------- | -------- | ------------------------------ |
| 12. Juli 1914 | FC Fortuna Leipzig (Letztplatzierter 1. Klasse) | 2:1      | VfR Leipzig (Sieger 2. Klasse) |

## Gau Ostsachsen
| Pl. | Verein                      | Sp. | S  | U | N  | Tore    | Quote | Punkte |
| --- | --------------------------- | --- | -- | - | -- | ------- | ----- | ------ |
| 1.  | Dresdner FC Fußballring (M) | 18  | 14 | 2 | 2  | 050:230 | 2,17  | 30:60  |
| 2.  | Guts Muts Dresden           | 18  | 13 | 2 | 3  | 055:270 | 2,04  | 28:80  |
| 3.  | VfB 1903 Dresden            | 18  | 11 | 1 | 6  | 056:350 | 1,60  | 23:13  |
| 4.  | Dresdner SC                 | 18  | 9  | 4 | 5  | 041:350 | 1,17  | 22:14  |
| 5.  | FV Sachsen Dresden          | 18  | 8  | 3 | 7  | 055:330 | 1,67  | 19:17  |
| 6.  | BC Sportlust Dresden        | 18  | 8  | 2 | 8  | 035:370 | 0,95  | 18:18  |
| 7.  | FC Habsburg Dresden         | 18  | 6  | 1 | 11 | 038:480 | 0,79  | 13:23  |
| 8.  | FC Brandenburg Dresden      | 18  | 6  | 0 | 12 | 034:560 | 0,61  | 12:24  |
| 9.  | Dresdner FC 1893            | 18  | 4  | 2 | 12 | 029:440 | 0,66  | 10:26  |
| 10. | Dresdensia Dresden          | 18  | 2  | 1 | 15 | 018:730 | 0,25  | 05:31  |

| (M) | Titelverteidiger Ostsachsen |

Relegationsspiele
| Datum        |                                                    | Ergebnis |                                       |
| ------------ | -------------------------------------------------- | -------- | ------------------------------------- |
| 7. Juni 1914 | SC Dresdensia Dresden (Letztplatzierter 1. Klasse) | 1:6      | SpVgg 1905 Dresden (Sieger 2. Klasse) |

## Gau Südwestsachsen
| Pl. | Verein                 | Sp. | S  | U | N  | Tore    | Quote | Punkte |
| --- | ---------------------- | --- | -- | - | -- | ------- | ----- | ------ |
| 1.  | Chemnitzer BC          | 14  | 12 | 1 | 1  | 057:190 | 3,00  | 25:30  |
| 2.  | FC Sturm Chemnitz (M)  | 14  | 10 | 0 | 4  | 051:170 | 3,00  | 20:80  |
| 3.  | SC Hellas Chemnitz (N) | 14  | 6  | 4 | 4  | 041:260 | 1,58  | 16:12  |
| 4.  | Mittweidaer FC 1899    | 14  | 6  | 4 | 4  | 031:230 | 1,35  | 16:12  |
| 5.  | SC Reunion Chemnitz    | 14  | 5  | 1 | 8  | 016:350 | 0,46  | 11:17  |
| 6.  | Germania Mittweida     | 14  | 4  | 2 | 8  | 030:470 | 0,64  | 10:18  |
| 7.  | SC 1900 Chemnitz a     | 14  | 4  | 2 | 8  | 016:360 | 0,44  | 10:18  |
| 8.  | Mittweidaer BC         | 14  | 2  | 0 | 12 | 013:520 | 0,25  | 04:24  |

| (M) | Titelverteidiger Südwestsachsen |
| (N) | Aufsteiger                      |

## Gau Westsachsen
| Pl. | Verein                | Sp. | S  | U | N | Tore    | Quote | Punkte |
| --- | --------------------- | --- | -- | - | - | ------- | ----- | ------ |
| 1.  | Zwickauer SC (M)      | 10  | 10 | 0 | 0 | 050:600 | 8,33  | 20:0   |
| 2.  | Glauchauer SV 07      | 9   | 5  | 1 | 3 | 027:170 | 1,59  | 11:70  |
| 3.  | FC Olympia Zwickau    | 10  | 4  | 1 | 5 | 022:260 | 0,85  | 09:11  |
| 4.  | FC Sachsen Meerane    | 8   | 3  | 1 | 4 | 015:220 | 0,68  | 07:90  |
| 5.  | Crimmitschauer BC (N) | 7   | 2  | 0 | 5 | 012:320 | 0,38  | 04:10  |
| 6.  | FC 02 Schedewitz (N)  | 8   | 0  | 1 | 7 | 007:300 | 0,23  | 01:15  |

| (M) | Titelverteidiger Westsachsen |
| (N) | Aufsteiger                   |

Relegationsspiel
| Datum         |                                               | Ergebnis |                                       |
| ------------- | --------------------------------------------- | -------- | ------------------------------------- |
| 16. Juli 1914 | FC 02 Schedewitz (Letztplatzierter 1. Klasse) | 0:8      | FC Wacker Meerane (Sieger 2. Klasse ) |

## Gau Saale
| Pl. | Verein                 | Sp. | S | U | N | Tore    | Quote | Punkte |
| --- | ---------------------- | --- | - | - | - | ------- | ----- | ------ |
| 1.  | Hallescher FC Wacker   | 8   | 7 | 1 | 0 | 029:900 | 3,22  | 15:10  |
| 2.  | FC Hohenzollern Halle  | 8   | 5 | 0 | 3 | 024:150 | 1,60  | 10:60  |
| 3.  | SV Borussia 02 Halle   | 8   | 4 | 0 | 4 | 021:210 | 1,00  | 08:80  |
| 4.  | Hallescher FC 1896 (M) | 8   | 3 | 1 | 4 | 017:140 | 1,21  | 07:90  |
| 5.  | FC Britannia Halle     | 8   | 0 | 0 | 8 | 008:400 | 0,20  | 0:16   |

| (M) | Titelverteidiger Saale |

Relegationsspiel
| Datum        |                                                 | Ergebnis |                                            |
| ------------ | ----------------------------------------------- | -------- | ------------------------------------------ |
| 17. Mai 1914 | FC Britannia Halle (Letztplatzierter 1. Klasse) | 2:1      | FV Favorit Diemitz 1906 (Sieger 2. Klasse) |

## Gau Mittelelbe
| Pl. | Verein                    | Sp. | S | U | N  | Tore    | Quote | Punkte |
| --- | ------------------------- | --- | - | - | -- | ------- | ----- | ------ |
| 1.  | FuCC Cricket-Viktoria (M) | 12  | 9 | 2 | 1  | 046:100 | 4,60  | 20:40  |
| 2.  | MFC Viktoria 1896         | 12  | 9 | 2 | 1  | 045:110 | 4,09  | 20:40  |
| 3.  | Magdeburger SC            | 12  | 6 | 2 | 4  | 028:280 | 1,00  | 14:10  |
| 4.  | MSC Preussen 99 (N)       | 12  | 4 | 3 | 5  | 025:230 | 1,09  | 11:13  |
| 5.  | SC Germania-Jahn 98       | 12  | 3 | 3 | 6  | 022:300 | 0,73  | 09:15  |
| 6.  | FC Weitstoß 1898 (N)      | 12  | 4 | 1 | 7  | 021:400 | 0,53  | 09:15  |
| 7.  | FC Preußen 02 Burg        | 12  | 0 | 1 | 11 | 007:520 | 0,13  | 01:23  |

| (M) | Titelverteidiger Mittelelbe |
| (N) | Aufsteiger                  |

Entscheidungsspiel Platz 1
| Datum        |                              | Ergebnis  |                                 |
| ------------ | ---------------------------- | --------- | ------------------------------- |
| 1. März 1914 | Magdeburger FC Viktoria 1896 | 3:5 n. V. | FuCC Cricket-Viktoria Magdeburg |

## Gau Nordthüringen

### Gruppe A
| Pl. | Verein                 | Sp. | S | U | N | Tore    | Quote | Punkte |
| --- | ---------------------- | --- | - | - | - | ------- | ----- | ------ |
| 1.  | SC Erfurt 1895         | 10  | 7 | 2 | 1 | 042:130 | 3,23  | 16:40  |
| 2.  | SV 01 Gotha (M)        | 10  | 6 | 3 | 1 | 033:210 | 1,57  | 15:50  |
| 3.  | SpVgg 02 Erfurt        | 10  | 5 | 3 | 2 | 023:160 | 1,44  | 13:70  |
| 4.  | FC Borussia Erfurt     | 10  | 4 | 1 | 5 | 023:240 | 0,96  | 09:11  |
| 5.  | FC Britannia Erfurt    | 10  | 2 | 0 | 8 | 015:310 | 0,48  | 04:16  |
| 6.  | SV Teutonia Mühlhausen | 10  | 1 | 1 | 8 | 006:370 | 0,16  | 03:17  |

| (M) | Titelverteidiger Nordthüringen |

### Gruppe B
| Pl. | Verein                 | Sp. | S | U | N | Tore    | Quote | Punkte |
| --- | ---------------------- | --- | - | - | - | ------- | ----- | ------ |
| 1.  | FC Germania Mühlhausen | 8   | 6 | 1 | 1 | 018:600 | 3,00  | 13:30  |
| 2.  | SC Erfurt 1895 1b      | 7   | 5 | 0 | 2 | 017:100 | 1,70  | 10:40  |
| 3.  | FV Germania Ilmenau    | 6   | 3 | 1 | 2 | 018:800 | 2,25  | 07:50  |
| 4.  | Sp.Abt. des MTV Erfurt | 7   | 1 | 1 | 5 | 009:270 | 0,33  | 03:11  |
| 5.  | FC Saxonia Erfurt      | 8   | 1 | 1 | 6 | 013:240 | 0,54  | 03:13  |
| 6.  | BC 1900 Erfurt b       | 0   | 0 | 0 | 0 | 000:000 | 1,00  | 0:0    |

### Finale Nordthüringen
| Datum        |                                  | Ergebnis |                                          | Platz                  |
| ------------ | -------------------------------- | -------- | ---------------------------------------- | ---------------------- |
| 8. März 1914 | SC Erfurt 1895 (Sieger Gruppe A) | 8:2      | FC Germania Mühlhausen (Sieger Gruppe B) | Borussia-Platz, Erfurt |

### Relegationsspiel Nordthüringen
| Datum        |                                           | Ergebnis |                                         |
| ------------ | ----------------------------------------- | -------- | --------------------------------------- |
| 8. März 1914 | SV Teutonia Mühlhausen (Letzter Gruppe A) | 7:1      | FC Saxonia Erfurt (Vorletzter Gruppe B) |

## Gau Ostthüringen
| Pl. | Verein                 | Sp. | S | U | N | Tore    | Quote | Punkte |
| --- | ---------------------- | --- | - | - | - | ------- | ----- | ------ |
| 1.  | SC 1903 Weimar         | 10  | 5 | 3 | 2 | 028:210 | 1,33  | 13:70  |
| 2.  | FC Carl Zeiss Jena (M) | 10  | 6 | 1 | 3 | 047:220 | 2,14  | 13:70  |
| 3.  | VfB 1911 Jena          | 10  | 4 | 5 | 1 | 019:150 | 1,27  | 13:70  |
| 4.  | BC Vimaria Weimar      | 10  | 3 | 3 | 4 | 021:190 | 1,11  | 09:11  |
| 5.  | SC Jena 08             | 10  | 3 | 2 | 5 | 015:320 | 0,47  | 08:12  |
| 6.  | SC 04 Gera             | 10  | 0 | 4 | 6 | 012:330 | 0,36  | 04:16  |

| (M) | Titelverteidiger Ostthüringen |
| **  | Der FC Carl Zeiss Jena wurde am 10. März 1914 für 4 Wochen disqualifiziert, somit wurde der SC Weimar zum Titelträger erklärt und nahm an den Mitteldeutschen Meisterschaften teil (Quelle: Jenaische Zeitung, ganzer März 1914) |

## Gau Südthüringen
| Pl. | Verein                | Sp. | S | U | N | Tore    | Quote | Punkte |
| --- | --------------------- | --- | - | - | - | ------- | ----- | ------ |
| 1.  | Coburger FC (M)       | 3   | 3 | 0 | 0 | 008:300 | 2,67  | 06:0   |
| 2.  | 1. FC Michelau 09 (N) | 0   | 0 | 0 | 0 | 000:000 | 1,00  | 0:0    |
| 3.  | SC 03 Eisfeld         | 1   | 0 | 0 | 1 | 000:000 | 1,00  | 0:20   |
| 4.  | 1. FC 04 Sonneberg    | 2   | 0 | 0 | 2 | 003:800 | 0,38  | 0:40   |

| (M) | Titelverteidiger Südthüringen |

## Gau Westthüringen
| Pl. | Verein                                 | Sp. | S | U | N | Tore    | Quote | Punkte |
| --- | -------------------------------------- | --- | - | - | - | ------- | ----- | ------ |
| 1.  | SC Meiningen 04                        | 6   | 4 | 0 | 2 | 017:110 | 1,55  | 08:40  |
| 2.  | FC Zella 05                            | 6   | 4 | 0 | 2 | 016:700 | 2,29  | 08:40  |
| 3.  | Club Heiterkeit der Sp.Abt. Mehlis (N) | 6   | 4 | 0 | 2 | 007:110 | 0,64  | 08:40  |
| 4.  | FC Germania Mehlis (M)                 | 6   | 0 | 0 | 6 | 001:120 | 0,08  | 0:12   |
| 5.  | FC Preußen Suhl c                      | 0   | 0 | 0 | 0 | 000:000 | 1,00  | 0:0    |

| (M) | Titelverteidiger Westthüringen |
| (N) | Aufsteiger                     |

Entscheidungsspiele Platz 1:
| Datum             |                                    | Ergebnis |                 |
| ----------------- | ---------------------------------- | -------- | --------------- |
| 16. November 1913 | Club Heiterkeit der Sp.Abt. Mehlis | 1:4      | FC Zella 1905   |
| 30. November 1913 | FC Zella 1905                      | 2:3      | SC Meiningen 04 |

## Gau Wartburg
Mitte November 1913 wurde der westliche Teil des Gau Nordthüringen geographisch abgetrennt und dem neu zu gründenden Gau Wartburg zugeteilt. Der Wartburg-Gau wurde endgültig am 10. Mai 1914 in Gotha gegründet. Es wurde eine Frühjahrs-Meisterschaft ausgetragen. Die Ergebnisse dieser Runde sind bisher nicht überliefert. Der Gaumeister qualifizierte sich noch nicht für die Mitteldeutsche Fußballendrunde.

## Gau Vogtland
| Pl. | Verein                      | Sp. | S | U | N | Tore    | Quote | Punkte |
| --- | --------------------------- | --- | - | - | - | ------- | ----- | ------ |
| 1.  | FC Conkordia Plauen d       | 8   | 7 | 1 | 0 | 033:110 | 3,00  | 15:10  |
| 2.  | FC Apelles Plauen (M)       | 8   | 5 | 0 | 3 | 031:190 | 1,63  | 10:60  |
| 3.  | 1. Vogtländischer FC Plauen | 8   | 4 | 1 | 3 | 040:210 | 1,90  | 09:70  |
| 4.  | Plauener BC 05              | 8   | 2 | 0 | 6 | 007:420 | 0,17  | 04:12  |
| 5.  | FC Britannia Plauen         | 8   | 1 | 0 | 7 | 012:300 | 0,40  | 02:14  |

| (M) | Titelverteidiger Vogtland |

Entscheidungsspiele Platz 4:
| Datum        |                | Ergebnis |                     |
| ------------ | -------------- | -------- | ------------------- |
| 7. Juni 1914 | Plauener BC 05 | 2:1      | FC Britannia Plauen |

## Gau Göltzschtal
| Pl. | Verein                   | Sp. | S | U | N | Tore    | Quote | Punkte |
| --- | ------------------------ | --- | - | - | - | ------- | ----- | ------ |
| 1.  | Falkensteiner BC         | 10  | 8 | 1 | 1 | 021:120 | 1,75  | 17:30  |
| 2.  | Auerbacher FC 06         | 10  | 7 | 1 | 2 | 034:180 | 1,89  | 15:50  |
| 3.  | FC Sportfreunde Auerbach | 10  | 3 | 2 | 5 | 012:280 | 0,43  | 08:12  |
| 4.  | Falkensteiner FC (M)     | 10  | 3 | 1 | 6 | 017:150 | 1,13  | 07:13  |
| 5.  | SV 1911 Treuen           | 10  | 3 | 1 | 6 | 021:290 | 0,72  | 07:13  |
| 6.  | FC Hubertia Falkenstein  | 10  | 3 | 0 | 7 | 018:210 | 0,86  | 06:14  |

| (M) | Titelverteidiger Göltzschtal |

Relegationsspiel
| Datum         |                         | Ergebnis |                 |
| ------------- | ----------------------- | -------- | --------------- |
| 19. Juli 1914 | FC Hubertia Falkenstein | -:- e    | FC 08 Dorfstadt |

## Gau Erzgebirge
| Pl. | Verein                              | Punkte     |
| --- | ----------------------------------- | ---------- |
| 1.  | SC Concordia Schneeberg             | 25         |
| 2.  | FC Alemannia Aue (M)                | 21         |
| 3.  | BV 1908 Thum (N)                    | 18         |
| 4.  | FC Sachsen Annaberg f               | 9          |
| 5.  | BC S.Vg. Niederschlema 1912 (N)     | 8          |
| 6.  | FC Sachsen Schneeberg               | 7          |
| 7.  | VfB 1912 Geyer (N)                  | 6          |
| 8.  | FC Sturmvogel Ehrenfriedersdorf (N) | 6          |
| 9.  | FC Wacker Schwarzenberg             | gestrichen |

| (M) | Titelverteidiger Erzgebirge |
| (N) | Aufsteiger                  |

## Gau Anhalt
| Pl. | Verein                        | Sp. | S  | U | N  | Tore    | Quote | Punkte |
| --- | ----------------------------- | --- | -- | - | -- | ------- | ----- | ------ |
| 1.  | FC Cöthen 02 (M)              | 16  | 15 | 0 | 1  | 057:100 | 5,70  | 30:20  |
| 2.  | Dessauer SV 98                | 16  | 10 | 1 | 5  | 049:280 | 1,75  | 21:11  |
| 3.  | Cöthener FC Germania 03       | 16  | 9  | 2 | 5  | 033:300 | 1,10  | 20:12  |
| 4.  | 1. SC 1900 Zerbst             | 16  | 9  | 1 | 6  | 029:230 | 1,26  | 19:13  |
| 5.  | FC Viktoria 03 Zerbst         | 16  | 7  | 0 | 9  | 038:360 | 1,06  | 14:18  |
| 6.  | Dessauer FC 05                | 16  | 6  | 2 | 8  | 035:560 | 0,63  | 14:18  |
| 7.  | SpAbt. 09 im TC Cöthen        | 16  | 5  | 3 | 8  | 030:400 | 0,75  | 13:19  |
| 8.  | SV 07 Bernburg                | 16  | 5  | 2 | 9  | 035:470 | 0,74  | 12:20  |
| 9.  | Dessauer FC Germania 1911 (N) | 16  | 0  | 1 | 15 | 013:490 | 0,27  | 01:31  |

| (M) | Titelverteidiger Anhalt |
| (N) | Aufsteiger              |

## Gau Harz
| Pl. | Verein                        | Sp. | S | U | N  | Tore    | Quote | Punkte |
| --- | ----------------------------- | --- | - | - | -- | ------- | ----- | ------ |
| 1.  | FC Germania Halberstadt       | 11  | 9 | 1 | 1  | 000:000 | 1,00  | 19:30  |
| 2.  | FC Preußen Halberstadt (M)    | 12  | 8 | 0 | 4  | 000:000 | 1,00  | 16:80  |
| 3.  | FC Askania Aschersleben       | 12  | 7 | 1 | 4  | 000:000 | 1,00  | 15:90  |
| 4.  | FC Britannia Aschersleben (N) | 10  | 3 | 4 | 3  | 000:000 | 1,00  | 10:10  |
| 5.  | FC Burgund Halberstadt (N)    | 12  | 4 | 1 | 7  | 000:000 | 1,00  | 09:15  |
| 6.  | SC 1910 Halberstadt           | 11  | 3 | 1 | 7  | 000:000 | 1,00  | 07:15  |
| 7.  | SpVgg 1908 Aschersleben       | 12  | 2 | 0 | 10 | 000:000 | 1,00  | 04:20  |

| (M) | Titelverteidiger Harz |
| (N) | Aufsteiger            |

## Gau Kyffhäuser
Das Spiel: BSC 07 Sangerhausen vs. SC Schwarzburg-Sondershausen wurde als torlose Niederlage für beide Mannschaften gewertet.
 Da nach Abschluss der Runde die SpVgg Preußen Nordhausen und der SV Wacker-Mars Neuhausen punktgleich rangierten, war ein Entscheidungsspiel nötig. Die am 22. März ausgetragene Partie gewann der SV Wacker-Mars mit 5:1. Bereits zu diesem Zeitpunkt war die Meldefrist des Gau-Vertreters für die Mitteldeutsche Endrunde abgelaufen, da an ebendiesem Tag die erste Spiel-Runde begann. Im Juli wurde das Entscheidungsspiel jedoch für die SpVgg Preußen Nordhausen gewertet, da der SV Wacker-Mars einen nicht spielberechtigten Akteur eingesetzt hatte. Dagegen legte der SV Wacker-Mars offiziell Protest ein, sodass ein Wiederholungsspiel für den 1. November angesetzt werden musste. Diese Partie konnte von Preußen mit 3:2 gewonnen werden. Dagegen wiederum protestierte Wacker-Mars erneut, zog diesen Protest jedoch in der Gau-Ausschuss-Sitzung am 30. Januar 1915 wieder zurück. Am gleichen Tag wurde dem Antrag der SpVgg Preußen Nordhausen stattgegeben, in dieser Spielzeit keinen Meister zu benennen.
| Pl. | Verein                           | Sp. | S | U | N | Tore    | Quote | Punkte |
| --- | -------------------------------- | --- | - | - | - | ------- | ----- | ------ |
| 1.  | SpVgg Preußen Nordhausen         | 8   | 7 | 0 | 1 | 023:900 | 2,56  | 14:20  |
| 2.  | SV Wacker Mars Nordhausen        | 8   | 7 | 0 | 1 | 026:140 | 1,86  | 14:20  |
| 3.  | SC Schwarzburg-Sondershausen (N) | 8   | 3 | 0 | 5 | 014:210 | 0,67  | 06:10  |
| 4.  | BSC 07 Sangerhausen              | 8   | 2 | 0 | 6 | 002:220 | 0,09  | 04:12  |
| 5.  | VfB Sangerhausen g (M)           | 8   | 0 | 0 | 8 | 011:100 | 1,10  | 0:16   |

| (M) | Titelverteidiger Kyffhäuser |
| (N) | Aufsteiger                  |

Entscheidungsspiele:
| Datum            |                           | Ergebnis |                             |
| ---------------- | ------------------------- | -------- | --------------------------- |
| 22. März 1914    | SV Wacker Mars Nordhausen | h 5:1 h  | SpVgg Preußen 05 Nordhausen |
| 1. November 1914 | SV Wacker Mars Nordhausen | h 2:3 h  | SpVgg Preußen 05 Nordhausen |

## Gau Grafschaft Mansfeld
Das exakte Gau-Gründungsdatum ist nicht überliefert. Ab dieser Spielzeit gab es erstmals Verbandsspiele.
| Pl. | Verein                 | Sp. | S | U | N | Tore    | Quote | Punkte |
| --- | ---------------------- | --- | - | - | - | ------- | ----- | ------ |
| 1.  | VfB 09 Eisleben        | 8   | 5 | 1 | 2 | 015:300 | 5,00  | 11:50  |
| 2.  | FC Helvetia Eisleben   | 8   | 3 | 4 | 1 | 011:500 | 2,20  | 10:60  |
| 3.  | FC Adler Eisleben      | 8   | 3 | 2 | 3 | 006:500 | 1,20  | 08:80  |
| 4.  | FC Hohenzollern Helfta | 8   | 3 | 1 | 4 | 003:120 | 0,25  | 07:90  |
| 5.  | BC Creisfeld           | 8   | 1 | 2 | 5 | 002:120 | 0,17  | 04:12  |

## Gau Altmark
Der Gau Altmark meldete seinen Teilnehmer nicht rechtzeitig für die Mitteldeutsche Endrunde. Der Liga-Spielbetrieb lief bis in den Mai 1914.
| Pl. | Verein                     | Sp. | S  | U | N | Tore    | Quote | Punkte |
| --- | -------------------------- | --- | -- | - | - | ------- | ----- | ------ |
| 1.  | FC Herta Wittenberge       | 12  | 10 | 1 | 1 | 059:240 | 2,46  | 21:30  |
| 2.  | FC Saxonia 07 Tangermünde  | 12  | 9  | 1 | 2 | 040:190 | 2,11  | 19:50  |
| 3.  | FC Minerva 09 Wittenberge  | 12  | 6  | 1 | 5 | 027:220 | 1,23  | 13:11  |
| 4.  | FC Viktoria 09 Stendal (M) | 12  | 5  | 1 | 6 | 027:220 | 1,23  | 11:13  |
| 5.  | RBC Rathenow               | 12  | 4  | 1 | 7 | 024:440 | 0,55  | 09:15  |
| 6.  | FC Pfeil Rathenow          | 12  | 3  | 0 | 9 | 017:390 | 0,44  | 06:18  |
| 7.  | FC Preußen 08 Stendal      | 12  | 2  | 1 | 9 | 011:350 | 0,31  | 05:19  |
| 7.  | FC 09 Salzwedel g (N)      | 0   | 0  | 0 | 0 | 000:000 | 1,00  | 0:0    |

| (M) | Titelverteidiger Altmark |
| (N) | Aufsteiger               |

## Gau Elbe-Elster
| Pl. | Verein                 | Sp. | S | U | N | Tore    | Quote | Punkte |
| --- | ---------------------- | --- | - | - | - | ------- | ----- | ------ |
| 1.  | FC Sportfreunde Torgau | 6   | 5 | 1 | 0 | 019:700 | 2,71  | 11:10  |
| 2.  | VfB 07 Herzberg        | 6   | 4 | 1 | 1 | 022:110 | 2,00  | 09:30  |
| 3.  | SC Alemannia Jessen    | 6   | 2 | 0 | 4 | 007:220 | 0,32  | 04:80  |
| 4.  | FC Viktoria Wittenberg | 6   | 0 | 0 | 6 | 007:150 | 0,47  | 0:12   |

## Gau Oberlausitz
Das Spiel: SpVgg Bautzen vs. Budissa Bautzen wurde als torlose Niederlage für beide Mannschaften gewertet.
| Pl. | Verein                 | Sp. | S | U | N | Tore    | Quote | Punkte |
| --- | ---------------------- | --- | - | - | - | ------- | ----- | ------ |
| 1.  | SV Budissa Bautzen (M) | 4   | 2 | 0 | 2 | 009:300 | 3,00  | 04:40  |
| 2.  | Zittauer BC            | 4   | 2 | 0 | 2 | 005:100 | 0,50  | 04:40  |
| 3.  | SpVgg Bautzen          | 4   | 1 | 0 | 3 | 005:600 | −1    | 02:60  |

| (M) | Titelverteidiger Oberlausitz |

Entscheidungsspiel Platz 1:
| Datum        |                    | Ergebnis |             | Ort   |
| ------------ | ------------------ | -------- | ----------- | ----- |
| 8. März 1914 | SV Budissa Bautzen | 4:1      | Zittauer BC | Löbau |

## Gau Mittelsachsen
| Pl. | Verein                  | Sp. | S | U | N | Tore    | Quote | Punkte |
| --- | ----------------------- | --- | - | - | - | ------- | ----- | ------ |
| 1.  | Riesaer SV              | 8   | 8 | 0 | 0 | 020:500 | 4,00  | 16:0   |
| 2.  | FC Wettin Riesa         | 8   | 4 | 1 | 3 | 018:130 | 1,38  | 09:70  |
| 3.  | Döbelner SC 02 (M)      | 8   | 5 | 0 | 3 | 024:400 | 6,00  | 10:60  |
| 4.  | FC 1901 Roßwein (N)     | 8   | 2 | 1 | 5 | 018:320 | 0,56  | 05:11  |
| 5.  | FC Merkur Hainichen (N) | 8   | 0 | 0 | 8 | 007:330 | 0,21  | 0:16   |

| (M) | Titelverteidiger Mittelsachsen |
| (N) | Aufsteiger                     |

## Gau Saale-Elster
| Pl. | Verein                     | Sp. | S | U | N | Tore    | Quote | Punkte |
| --- | -------------------------- | --- | - | - | - | ------- | ----- | ------ |
| 1.  | FC Hohenzollern Weißenfels | 8   | 6 | 0 | 2 | 025:800 | 3,13  | 12:40  |
| 2.  | Zeitzer BC 03              | 8   | 5 | 0 | 3 | 021:160 | 1,31  | 10:60  |
| 3.  | Weißenfelser SC 03         | 8   | 4 | 1 | 3 | 016:190 | 0,84  | 09:70  |
| 4.  | FC Preußen Weißenfels (M)  | 8   | 2 | 1 | 5 | 015:290 | 0,52  | 05:11  |
| 5.  | Naumburger SV Hohenzollern | 8   | 2 | 0 | 6 | 016:210 | 0,76  | 04:12  |

| (M) | Titelverteidiger Saale-Elster |

Relegationsspiel
| Datum         |                                                         | Ergebnis |                                                         |
| ------------- | ------------------------------------------------------- | -------- | ------------------------------------------------------- |
| 29. März 1914 | Naumburger SV Hohenzollern (Letztplatzierter 1. Klasse) | 0:2 h    | SpVg 1910 Zeitz (Sieger 2. Klasse)                      |
| 5. April 1914 | SpVg 1910 Zeitz (Sieger 2. Klasse)                      | 2:3      | Naumburger SV Hohenzollern (Letztplatzierter 1. Klasse) |

## Meisterschafts-Endrunde
Die Meisterschafts-Endrunde fand im K.-o.-System statt. Qualifiziert waren die Meister der einzelnen Gaue und der Titelverteidiger VfB Leipzig.

### 1. Runde
| Datum |                                                          | Ergebnis |                                                    | Ort                          |
| --- | -------------------------------------------------------- | -------- | -------------------------------------------------- | ---------------------------- |
| 22. März 1914 | SpVgg 1899 Leipzig-Lindenau (Sieger Gau Nordwestsachsen) | 7:0      | Riesaer SV (Sieger Gau Mittelsachsen)              | Sporftfreunde-Platz, Leipzig |
| 22. März 1914 | Chemnitzer BC (Sieger Gau Südwestsachsen)                | 14:0     | SC Concordia Schneeberg (Sieger Gau Erzgebirge)    | CSC-Platz, Chemnitz          |
| 22. März 1914 | SC Erfurt 1895 (Sieger Gau Nordthüringen)                | 14:0     | VfB 1909 Eisleben (Sieger Gau Grafschaft Mansfeld) | Borussia-Platz, Erfurt       |
| 22. März 1914 | Hallescher FC Wacker (Sieger Gau Saale)                  | 11:1     | FC Sportfreunde Torgau (Sieger Gau Elbe-Elster)    | Britannia-Platz, Halle       |
| 22. März 1914 | Coburger FC (Sieger Gau Südthüringen)                    | 9:1      | SC Meiningen 04 (Sieger Gau Westthüringen)         | 07-Platz, Coburg             |
| 22. März 1914 | FC Hohenzollern Weißenfels (Sieger Gau Saale-Elster)     | 2:0      | SC 1903 Weimar (Sieger Gau Ostthüringen)           | Preußen-Platz, Weißenfels    |
| 22. März 1914 | Zwickauer SC (Sieger Gau Westsachsen)                    | 2:1 i    | FC Conkordia Plauen (Sieger Gau Vogtland)          | SC-Platz, Zwickau            |
| 22. März 1914 | Falkensteiner BC (Sieger Gau Göltzschtal)                | 0:9      | VfB Leipzig (Titelverteidiger)                     | Auerbach                     |
| 22. März 1914 | FC Cöthen 02 (Sieger Gau Anhalt)                         | 7:0      | FC Germania Halberstadt (Sieger Gau Harz)          | TC-Platz, Cöthen             |
| Dresdner FC Fußballring (Sieger Gau Ostsachsen), FuCC Cricket-Viktoria Magdeburg (Sieger Gau Mittelelbe) und SV Budissa Bautzen (Sieger Gau Oberlausitz) erhielten Freilose. |                                                          |          |                                                    |                              |

### Achtelfinale
| Datum                                    |                                 | Ergebnis |                             | Ort                            |
| ---------------------------------------- | ------------------------------- | -------- | --------------------------- | ------------------------------ |
| 29. März 1914                            | FC Hohenzollern Weißenfels      | 0:11     | VfB Leipzig                 | Hohenzollern-Platz, Weißenfels |
| 29. März 1914                            | Hallescher FC Wacker            | 8:1      | Coburger FC                 | Jena                           |
| 29. März 1914                            | Chemnitzer BC                   | 2:0      | Zwickauer SC                | Glauchau                       |
| 29. März 1914                            | SC Erfurt 1895                  | 1:5      | SpVgg 1899 Leipzig-Lindenau | Britannia-Platz, Erfurt        |
| 29. März 1914                            | FuCC Cricket-Viktoria Magdeburg | 6:2      | SV Cöthen 02                | SC-Platz, Magdeburg            |
| 29. März 1914                            | Dresdner FC Fußballring         | 4:0      | SV Budissa Bautzen          | Guts-Muts-Platz, Dresden       |
| FV Conkordia Plauen erhielt ein Freilos. |                                 |          |                             |                                |

### Viertelfinale
| Datum                                            |                         | Ergebnis  |                                 | Ort                       |
| ------------------------------------------------ | ----------------------- | --------- | ------------------------------- | ------------------------- |
| 5. April 1914                                    | FC Concordia Plauen     | 2:4       | VfB Leipzig                     | VFC-Platz, Plauen         |
| 5. April 1914                                    | Hallescher FC Wacker    | 2:1       | FuCC Cricket-Viktoria Magdeburg | Hohenzollern-Platz, Halle |
| 5. April 1914                                    | Dresdner FC Fußballring | 1:2 n. V. | Chemnitzer BC                   | DSC-Platz, Dresden        |
| SpVgg 1899 Leipzig-Lindenau erhielt ein Freilos. |                         |           |                                 |                           |

### Halbfinale
| Datum          |               | Ergebnis |                             | Ort                   |
| -------------- | ------------- | -------- | --------------------------- | --------------------- |
| 19. April 1914 | VfB Leipzig   | 3:0      | Hallescher FC Wacker        | SpVgg-Platz, Leipzig  |
| 19. April 1914 | Chemnitzer BC | 2:6      | SpVgg 1899 Leipzig-Lindenau | Sturm-Platz, Chemnitz |

### Finale
| Datum          |                             | Ergebnis |             | Ort                         |
| -------------- | --------------------------- | -------- | ----------- | --------------------------- |
| 26. April 1914 | SpVgg 1899 Leipzig-Lindenau | 2:1      | VfB Leipzig | Sportfreunde-Platz, Leipzig |